# Pierphulia rosea
Pierphulia rosea är en fjärilsart som först beskrevs av Emilio Ureta 1956.  Pierphulia rosea ingår i släktet Pierphulia och familjen vitfjärilar. Inga underarter finns listade i Catalogue of Life.